# آزمایش انعقادی
آزمایش انعقادی مجموعه ازمایش‌هایی هستند که برای رسیدن به تشخیص‌هایی در سیستم هوموستاز انجام می‌شوند.
کواگلومتر وسیله‌ای است که برای آنالیز نتایج ازمایش‌های انعقادی به کار برده می‌شود. کواگلومترهای امروزی می‌توانند متودهای مختلف فعال‌سازی و ایجاد لخته‌های خون را در پلاسمای خون مشاهده کنند.

## طبقه‌بندی ازمایش‌های انعقادی مختلف
اساساً تمام کواگلومترهایی که در ازمایشگاه‌های تشخیص طبی استفاده می‌شوند، براساس متودهای آزمایشی ساخته شده‌اند که قدمت ان‌ها به بیش از ۵۰ سال می‌رسد. عمده این متودها برای ردیابی یک نوع نارسایی در اجزای هموستاز مناسب هستند، بدون اینکه نارسایی‌های احتمالی دیگر را پیدا کنند. مشکل دیگر تشخیص‌های واقعی سیستم هموستاز، پیشبینی ترومبوزیس می‌باشد، مانند حساسیت بیمار به سطح پروترومبیک خون.
انواع ازمایش‌های بالینی مربوط به سیستم انعقادی خون به دو بخش قابل تفکیک است:ازمایش‌های کلی (عمومی، ادغامی) و ازمایش‌های مرحله‌ای (اختصاصی).

### ازمایش‌های کلی
ازمایش‌هایی هستند که نتیجه آنالیز کل آبشار انعقادی را توصیف می‌کنند. ان‌ها برای تشخیص کلی سیستم انعقاد خون، شدت اثر عوامل پاتولوژیک بدن و پدیده‌های ناشی از ادغام این دو مناسب هستند. متودهای کلی نقشی کلیدی در تشخیص گام اول ایفا می‌کنند:تصویر جامعی از تغییرات در سیستم انعقاد را ارائه می‌دهند تا تشخیصی در مورد کمی یا زیادی انعقاد داشته باشیم.

### ازمایش‌های مرحله‌ای
ازمایش‌های مرحله‌ای نتایج هر یک از مراحل سیستم انعقادی خون و فعالیت فاکتورهای انعقادی را بطور جداگانه توصیف می‌کنند. ان‌ها برای تشخیص محل دقیق اسیب‌های پاتولوژیک و صحت عملکرد فاکتورهای انعقادی ضروری هستند.
آزمایش دی دایمر (حاصل تجزیه ترومبین‌ها) می‌توانند به‌طور جداگانه تخصصی عمل می‌کنند. افزایش غلظت دی دایمرها نشان‌دهنده احتمال وجود ترومبوزیس می‌باشد.
براساس نوع ماده‌ای که بررسی می‌شود، متودهای مکمل زیر مورد استفاده قرار می‌گیرند:
- تست‌های مربوط به پلاسمای کم پلاکت یا عاری از پلاکت
- تست‌های پلاسمای غنی از پلاکت
- تست‌های خونی کامل

### تست‌های عمومی شناخته‌شده
- ترومبوپلاستوگرافی
  - بررسی کامل خون
  - غیر استاندارد
  - حساسیت کم
  - نبود اطلاعات در مورد کینتیک‌های تولید ترومبین
- تست ایجاد ترومبین (پتانسیل اندوژنی ترومبین)
  - احتمال استفاده از پلاسمای غنی یا عاری از پلاکت
  - اطلاعاتی دربارهٔ کاتالیست واکنش اصلی
  - هوموژنز
- تست ترومبودینامیک
  - غیر هوموژنز
  - استفاده از پلاسمای عاری از پلاکت
  - ثبت اطلاعات حاصل از ایجاد لخته با یک دیاگرام

### تست‌های اختصاصی شناخته‌شده
- Partial Thromboplastin Time
  - توصیف سرعت راه مسیر داخلی انعقاد
  - پلاسمای کم
  - نداشتن حساسیت به فاکتورهای مسیر داخلی انعقاد